# Forma d'ona

Formes d'ona sinusoïdals, quadrades, triangles i dents de serra

La forma d' ona d'un senyal és en electrònica, acústica, ràdio i altres camps relacionats, la forma del seu gràfic en funció del temps, independentment de les seves escales de temps, magnitud i de qualsevol desplaçament en el temps.
Normalment s'evita utilitzar el volt com a unitat de mesura del senyal, preferint la normalització del mateix entre -1 i 1. Per generar físicament una forma d'ona, s'acostuma a utilitzar un generador de formes d'ona especial, on a part d'escollir la "forma" (quadrada, triangular, sinusoïdal,...), es pot triar la freqüència i la seva amplitud. Per gravar aquestes imatges, sovint fugaces, s'utilitzen càmeres especials per a oscil·loscopis.

## Electrònica
En electrònica, el terme sol aplicar-se a tensions, corrents o camps electromagnètics que varien periòdicament. En acústica, normalment s'aplica a sons periòdics constants: variacions de pressió a l'aire o altres mitjans. En aquests casos, la forma d'ona és un atribut que és independent de la freqüència, l'amplitud o el canvi de fase del senyal. El terme també es pot utilitzar per a senyals no periòdics, com els xips i els polsos .
La forma d'ona d'un senyal elèctric es pot visualitzar en un oscil·loscopi o qualsevol altre dispositiu que pugui capturar i representar el seu valor en diversos moments, amb unes escales adequades en els eixos de temps i valors. L'electrocardiògraf és un dispositiu mèdic per registrar la forma d'ona dels senyals elèctrics que s'associen als batecs del cor ; aquesta forma d'ona té un valor diagnòstic important. Els generadors de formes d'ona, que poden produir un voltatge o corrent periòdics amb una de les diverses formes d'ona, són una eina comuna als laboratoris i tallers d'electrònica.

## Àudio
En l'àmbit del processament d'àudio, es tenen en compte els senyals elèctrics. En aquest cas, les variables implicades són el temps {\displaystyle t} i el potencial elèctric {\displaystyle V} del senyal, mesurat en volts. El valor del temps es mostra a l'eix d'abscisses i el valor mesurat en volts es mostra a les ordenades.
En acústica, la forma d'ona és l'embolcall de les oscil·lacions acústiques en un oscil·lograma d'interfícies gràfiques d'usuari d'editors d'àudio però també d'altres programaris de música com ara samplers de programari o programes de DJ. La forma d'ona d'un so periòdic constant afecta el seu timbre. Els sintetitzadors i els teclats moderns poden generar sons amb moltes formes d'ona complicades.

## Radar
En la tecnologia del radar, la forma d'ona és un patró de modulació especial de l'energia de transmissió i comprén tot tipus de modulació, incloent l'encesa i apagada del transmissor mitjançant una seqüència d'impulsos. Aquí s'utilitzen diversos patrons de modulació per tal d'assignar sense ambigüitats els senyals d'eco rebuts als polsos de transmissió que els van provocar, per tal de determinar el seu temps de trànsit exacte. Aquests patrons de modulació es generen en generadors de formes d'ona especials, sovint programables lliurement.

## Exemples
Exemples simples de formes d' ona periòdiques inclouen els següents, on {\displaystyle t} és el moment, {\displaystyle \lambda } és la longitud d'ona, {\displaystyle a} és l'amplitud i {\displaystyle \phi } és la fase :
- Ona sinusoïdal: {\displaystyle (t,\lambda ,a,\phi )=a\sin {\frac {2\pi t-\phi }{\lambda }}}. L'amplitud de la forma d'ona segueix una funció sinusoïdal trigonomètrica respecte al temps.
- Ona quadrada: {\displaystyle (t,\lambda ,a,\phi )={\begin{cases}a,&(t-\phi ){\bmod {\lambda }}<{\text{duty}}\\-a,&{\text{otherwise}}\end{cases}}}. Aquesta forma d'ona s'utilitza habitualment per representar informació digital. Una ona quadrada de període constant conté harmònics senars que disminueixen a -6 dB/octava.
- Ona triangular: {\displaystyle (t,\lambda ,a,\phi )={\frac {2a}{\pi }}\arcsin \sin {\frac {2\pi t-\phi }{\lambda }}}. Conté harmònics senars que disminueixen a -12 dB/octava.
- Onada de dents de serra: {\displaystyle (t,\lambda ,a,\phi )={\frac {2a}{\pi }}\arctan \tan {\frac {2\pi t-\phi }{2\lambda }}}. Aquesta sembla les dents d'una serra. Es troba sovint en bases de temps per a l'escaneig de visualitzacions. S'utilitza com a punt de partida per a la síntesi subtractiva, ja que una ona de dent de serra de període constant conté harmònics parells i senars que disminueixen a -6 dB /octava.

## Sèrie de Fourier
La sèrie de Fourier descriu la descomposició de formes d'ona periòdiques, de manera que qualsevol forma d'ona periòdica es pot formar per la suma d'un conjunt (possiblement infinit) de components fonamentals i harmònics. Les formes d'ona no periòdiques d'energia finita es poden analitzar en sinusoides mitjançant la transformada de Fourier.
Altres formes d'ona periòdiques es solen anomenar formes d'ona compostes i sovint es poden descriure com una combinació d'una sèrie d'ones sinusoïdals o altres funcions bàsiques afegides.